# گمینا ماچییوویتسه
گمینا ماچییوویتسه (به لهستانی:  Gmina Maciejowice) یک گمینا در لهستان است که در شهرستان گاروولین واقع شده‌است. گمینا ماچییوویتسه ۱۷۲٫۶۷ کیلومتر مربع مساحت و ۷٬۲۸۷ نفر جمعیت دارد.